# Часовий Денис Вікторович
Дени́с Ві́кторович Часовий (6 березня 1992 — 16 серпня 2014) — солдат Збройних сил України.

## Життєвий шлях
Народився 1992 року в селі Радивонівка (Великобагачанський район, Полтавська область). Закінчив загальноосвітню школу села Радивонівка; Полтавське вище професійне училище ім. А. О. Чепіги, здобув спеціальність «робітник з комплексного обслуговування і ремонту будинків». 2012 року повернувся зі строкової служби, наприкінці 2013-го пішов контрактником у Збройні Сили України. Солдат, навідник 80-ї окремої аеромобільної бригади.
З квітня 2014-го брав участь у боях на сході України. Загинув під час обстрілу терористами села Красне Краснодонського району Луганської області з РСЗВ «Град». Тоді ж загинули Тарас Кулєба, Ігор Добровольський, Артур Лі, Денис Мирчук, Владислав Муравйов, Іван Пасевич, Назар Пеприк, Олег Тюріков, Олександр Філь.
Залишились батьки й молодша сестра.
Похований в селі Радивонівка 20 серпня 2014 року.

## Нагороди та вшанування
За особисту мужність і героїзм, виявлені у захисті державного суверенітету та територіальної цілісності України, вірність військовій присязі під час російсько-української війни, відзначений — нагороджений
- орденом «За мужність» III ступеня (14.3.2015, посмертно)
- нагрудним знаком «За оборону Луганського аеропорту» (посмертно)
- Його портрет розміщений на меморіалі «Стіна пам'яті полеглих за Україну» у Києві: секція 2, ряд 9, місце 35.
- Вшановується 16 серпня на щоденному ранковому церемоніалі вшанування українських захисників, які загинули цього дня у різні роки внаслідок російської збройної агресії[1]
- Занесений до Книги Пошани Полтавської обласної ради (посмертно).[2]